# روکار
روکار (انگلیسی: Rocar) شرکت اتوبوس‌سازی رومانیایی است، که در سال ۱۹۵۱ تأسیس شد.